# Carlo Chavaño
Carlos Alberto Chavaño, más conocido como Carlos Chavaño es un exfutbolista argentino nacido en Teodelina (Prov. de Santa Fe) que jugó de delantero.

## Clubes
- Club Atlético Atlanta (1954)
- Club Atlético Temperley (1955 - 1957)
- Atlas de Guadalajara (1958 - 1963)
- Club de Fútbol Atlante (1964 -1966)
- Club Deportivo Marte (El Salvador) (1966- 1967)

- Datos: Q5749447